# Dipterocarpus littoralis
Dipterocarpus littoralis, местное индонезийское название — Пелахлар (индон. Pelahlar) — вид тропических деревьев из рода Диптерокарпус семейства Диптерокарповые.

## Распространение
Ареал вида очень мал — он встречается исключительно на острове  Нусакамбанган у южного побережья Явы.

## Описание
Высокое вечнозелёное дерево. Высота ствола до 50 метров, диаметр до 1 метра. Кора серая и гладкая. Отличительной чертой вида являются большие листья: длиной 16—25 см и шириной 10—18. Плод имеет пять характерных для диптерокарпусов «крыльев»: два длинных (до 24 см) и три коротких (10 см).

## Использование
Древесина этого вида активно используется в строительстве жилых помещений и лодок. Кроме того, смола деревьев используется для шпатлёвки лодок.

## Численность и охранный статус
Поскольку вид произрастает на одном небольшой острове, он находится под угрозой исчезновения. Число взрослых деревьев оценивается примерно в 250. Охранный статус вида CR — находящиеся на грани полного исчезновения.